# Chloephaga robusta
Chloephaga robusta — вимерлий вид гусеподібних птахів родини качкових (Anatidae). Був описаний у 1998 році за викопними рештками, знайденими в Аргентині, на півдні провінції Буенос-Айрес.